# Mulato Tragidy
Mulato Tragidy é o quarto extended play (EP) do produtor musical brasileiro Marcioz. Foi lançado em 2 de agosto de 2019 através da gravadora Nurtured Ideas sob o selo jovemdeu$. O álbum obteve recepção positiva.

## Produção e composição
Em seu Bandcamp, Marcioz explicou a produção e composição do álbum:

"Comecei a trabalhar neste projeto no início do ano passado [2018], quando tinha acabado de ler três livros diferentes de sociologia sobre relações raciais e história no Brasil. Black Skin, White Masks, de Fratnz Fanon teve um impacto realmente significativo em mim — diria que todo o EP é baseado nesse livro. Pessoalmente — sendo metade preto, metade polonês — esse é um assunto na minha casa desde que eu era criança.

Steph Contant escreveu para o Fuxwithit que o álbum "extrai influência [das] raízes brasileiras [de Marcioz], música de dança americana e reggaeton latino para criar habilmente uma experiência de escuta tumultuada." Ele disse que, logo na primeira faixa, "My First Time Dying ($hristal, $hristal Eye)", "os fãs são imediatamente expostos à natureza caótica, porém bela" do EP. Marcioz começou a apresentar um som experimental em seus trabalhos a partir deste álbum.

## Lançamento
O álbum foi precedido por três singles. Em janeiro de 2019, Marcioz lançou a canção "Watch Out! Black God I$ in Town". Em julho, lançou "Halenkind", e ainda no mesmo mês "Mulato Proibido". Mulato Tragidy, teve seu lançamento completo em 2 de agosto.

## Lista de faixas
Todas as canções compostas, produzidas e interpretadas por Marcioz.
1. "My First Time Dying ($hristal, $hristal Eye)" — 3:55
2. "Luana Chora Pela Primeira Vez" — 2:23
3. "Halenkind" — 2:40
4. "White Mask for a Pardo" — 1:20
5. "Watch Out! Black God I$ In Town" — 3:34
6. "Devil$ Pie / One Dollar a Day" — 2:05
7. "Mulato Proibido" — 2:25